# Mohand Saïd Lechani
Pour les articles homonymes, voir Mohand.
Mohand Said Lechani, né le 15 mai 1893 à Ait-Halli, dans l'actuelle commune d'Irdjen en Haute Kabylie, et décédé le 25 mai 1985 à Alger, est un instituteur pédagogue et militant politique et syndical algérien. Berbérisant et socialiste de tendance jaurésienne, collaborateur de divers journaux, il est considéré comme une figure pionnière de l'Algérie contemporaine. Il a participé à tous les mouvements socio-politiques et culturels destinés à l'émancipation de l'Algérie avec, comme point de départ, l'éducation et l'instruction qu'il voulait généralisées à tous. 

## Biographie
Lechani adhère à la Ligue de défense des droits de l'homme et du citoyen, au Syndicat des instituteurs de France et des colonies ainsi qu'à la Section française de l'Internationale ouvrière (SFIO) en 1912, à sa sortie de l'École normale des instituteurs de Bouzaréah. Il a alors 19 ans et l'anticolonialisme est encore balbutiant. 
Diplômé de langues berbères à l'Institut des hautes études de Rabat en 1919 (parler Ntifa du Sud de l'Atlas) et de la Faculté des lettres d'Alger, en 1947, il fut le disciple de grands spécialistes des études et de la dialectologie berbères tels que : Said Boulifa, Émile Laoust et André Basset puis, plus tard, compagnon de recherches d'André Picard, dernier responsable du cours de berbère de la Faculté des lettres d'Alger. Ses écrits et ses réflexions de berbérisant s'inscrivent dans le cadre du mouvement d'éveil et de sauvegarde de l'identité et de la culture berbères (amazighes) d'expression kabyle, entamé au début du XXe siècle par une poignée de lettrés kabyles, issus des rangs du monde éducatif. 
En 1922, Lechani cofonde la revue La Voix des Humbles, périodique socio-éducatif des instituteurs d'origine algérienne qui revendiquaient l'égalité des Droits civiques et l'accès inconditionnel de l'enfance algérienne à l'école, ce qui était suffisamment scandaleux pour l'époque. Puis il participe activement au Congrès Musulman d'Alger, en juin 1936, et à la naissance du journal anticolonialiste de la Gauche algéroise, Alger républicain, en 1938, dans lequel Albert Camus fit ses premiers pas de journaliste.
Ferhat Abbas dans La Nuit coloniale, premier tome de sa trilogie Guerre et Révolution d’Algérie, publié en 1962, n’a pas oublié La Voix des Humbles. Il écrit :

« Venant d’un autre horizon, des instituteurs d’origine indigène, courageux et dévoués, les Tahrat, les Lechani, les Belhadj, les Makaci, les Amrouche, groupés autour de la revue La Voix des Humbles, défendaient le droit à l’égalité et participaient, par l’école, à l’émancipation de la société arabo-berbère. »

Ainsi, parmi les élèves de Mohand Lechani à l'école Brahim Fatah d'Alger où il exerça à l'époque, dans les années 1930, quantité d'entre eux participèrent directement à la Révolution, et à la Bataille d'Alger à l'instar de Mohamed Ferhani, d'Abderrezak Hahad, ou encore de Abderrahmane Taleb, le célèbre chimiste. 
Simultanément aux luttes scolaires de l'époque, mu par l'égalité des chances éducatives pour tous, il fut pionnier de l'éducation nouvelle (influences intellectuelles variées : Decroly, Freinet et Piaget) dans les années 1933-1934, période durant laquelle cet éducateur prolétarien novateur expérimente l'imprimerie à l'école dans l'Algérois. Il publie en 1934, dans la Voix des Humbles, un article  intitulé "A la recherche d'une méthode rationnelle  pour l'enseignement du français à l'école  indigène".  Son parcours pédagogique le conduira à prendre part, plus tard, au début des années 1950, aux enquêtes et travaux de la Commission chargée de l'élaboration du Français fondamental, dirigée par le célèbre linguiste Georges Gougenheim. Ses textes posthumes, publiés sur ce thème, titrés Du bon usage de la pédagogie ont fait l'objet d'une préface dense de Anne-Marie Chartier.
À partir de 1945 - après avoir été frappé par le régime de Vichy en raison, notamment, de sa participation à la Ligue des intellectuels antifascistes d'Alger - Lechani représente la Kabylie au Conseil général d'Alger, à l'Assemblée financière et à la Commission supérieure des réformes musulmanes, réactivée par le Gouverneur Yves Chataigneau; et déploie une activité intense au profit des masses algériennes.
Le socialisme émancipateur trouve en lui un réformateur passionné. Il initie, durant ses mandatures, deux grandes réformes politiques, arrachées de haute lutte à l'administration coloniale : la naissance des nouveaux Centres municipaux en Kabylie, en 1946, dans la circonscription stratégique de Fort-National (aujourd'hui Larbaâ Nath Irathen), et la fusion des enseignements primaires, en mars 1949 : une grande victoire contre la ségrégation scolaire qui consacra l'école unique pour tous les écoliers d'Algérie, sans distinction de race ni d'origine. Ces réalisations, attendues de longue date par la population, rencontreront la sympathie et l'adhésion des masses populaires, longtemps dominées par le colonat. Elles contribueront à asseoir sa notoriété. A la même époque, il se fait entendre avec vigueur, en 1948, à Puteaux lors du Congrès des Peuples d'Europe, d'Asie et d'Afrique contre l'impérialisme. 
Proche de figures socialistes anticolonialistes comme Alain Savary et Charles-André Julien du côté français, d'Abderrahmane Farès et Ahmed Boumendjel du côté algérien, il est signataire en septembre 1955 de la « motion des 61 » rejetant la politique d'intégration prônée par Jacques Soustelle. Mohand Lechani démissionne dans la foulée de ses mandats politiques en décembre 1955, à l'appel du FLN, condamnant au passage les dérives de la direction de la SFIO, et rejoint la mission du Gouvernement provisoire de la République algérienne (GPRA) de Rabat, en 1958, où il s'occupe des questions d'éducation et d'information au contact du Dr. Chawki Mostefaï et du colonel Mohammedi Saïd à qui il remit le projet de fondation de l'école algérienne indépendante.
Rentré au pays à l'Indépendance, il se retire définitivement de la vie politique et se consacre à des activités intellectuelles et littéraires, ainsi qu'à l'alphabétisation et l'encadrement scolaire en qualité de Conseiller pédagogique bénévole dans l'académie d'Alger, dirigée par un ami : le recteur Ahmed Benblidia. Approché par le président de l'exécutif algérien Ahmed Ben Bella pour occuper les plus hautes fonctions éducatives du pays, il décline l'offre qui lui est faite en raison de profondes divergences de vue. Demeuré très attaché à sa culture vernaculaire et à sa transmission, il prêtera, au début des années 1970, un concours actif à l'écrivain Mouloud Mammeri - en qui il voyait un continuateur dans le domaine des études berbères — lors de ses démarches contre la suppression du cours de berbère de la Faculté des lettres d'Alger.
Mohand Lechani s'éteint le 25 mai 1985 à son domicile d'Alger. Il est inhumé dans son village natal d'Ait-Halli au lieu-dit Tazegwart n Bouhelwan. Auteur d'une œuvre riche, il laisse à la postérité de nombreux écrits, notamment sur la langue kabyle, pré-édités en 1996 puis repris et augmentés en 2024 sous le titre de Écrits berbères en fragments.

### Ouvrages
- Abbas, F : La nuit coloniale, éd. Julliard, Paris, 1962.
- Chaker, S :Berbères aujourd'hui, L'Harmattan, Paris, 1999.
- Chartier, A. M : L'école et l'écriture obligatoire, Retz, Paris, 2022.
- Cortes, J : Actes du colloque "Les enjeux de la laïcité à l'heure de la diversité culturelle planétaire", Gerflint (en ligne), 2014.
- Di Tolla, A-M : Per il recupero del patrimonio culturale berbero algerino, in "Cabilia", coll. Mediterraneum, éd. Massa, Napoli, 2003.
- Dictionnaire des auteurs maghrébins de langue française, Karthala, Paris, 1984.
- Dictionnaire biographique de la Kabylie, Édisud, Aix-en-Provence, 2001.
- Dictionnaire des militants du mouvement ouvrier en Algérie, Ivry-sur-Seine, éd. De l'Atelier, René Gallissot (Dir.), 2006.
- Farès, A : La cruelle vérité, Plon, Paris, 1982.
- Guentari, M : Organisation politico-administrative et militaire de la révolution algérienne de 1954 à 1962, OPU, Alger, 1994.
- Kadri, A : Instituteurs et enseignants en Algérie, 1945-1975, Karthala, Paris, 2014.
- Lechani, M. S : Du bon usage de la pédagogie, préface de Anne-Marie Chartier, Les chemins qui montent, coll.document, Paris, 2017.
- Lechani, M. S. : Ecrits berbères en fragments, Geuthner, Paris, 2024.
- Lenzini, J : Mouloud Feraoun,un écrivain engagé, Actes Sud, Arles, 2013.
- Merolla, D : De l'art de la narration tamazight, Peeters, Paris-Louvain, 2006.
- Picard, A :  Textes berbères dans le parler des Irjen, La Typo-Litho, Alger, 1958.
- Picard, A : De quelques faits de stylistique berbère dans le parler des Irjen, La Typo-litho, Alger, 1960.
- Rebah, M : Taleb Abderrahmane, guillotiné le 24 avril 1958, Apic, Alger, 2013.
- Rey-Goldzeiguer, A : Aux origines de la guerre d'Algérie, 1940-1945, La Découverte, Paris, 2002.
- Ruscio, A. : LE PCF et la question coloniale de (1920 à 1935), La Découverte, Paris, 2019.
- Sellès, M : Les manuels de berbère publiés en France et en Algérie (XVIIIe-XXe siècle) : d'une production orientaliste à l'affirmation d'une identité postcoloniale, BnF éd.en ligne, Paris, 2013.

### Articles, travaux et évocations
- Achour, R : Structures phrasiques et fonctions syntaxiques en kabyle, Thèse, Faculté des lettres et langues de Tizi-Ouzou, 2017.
- Brent, J: Berbere consciousness § Resistance : From the Algerian Berber spring to the Libyan Berbere Revolution, Thèse, Département de lettres et littérature de Wesleyan université (Wisconsin), 2013.
- Chaker, S : " Les instituteurs kabyles, acteurs et relais des études et de l'identité berbères. Autour de quelques figures : Boulifa, Abès, Guennoun, Lechani", Communication, Musée national de l'Education, Rouen, 21 mars 2018.
- Chartier, A. M. : " Lechani, un pédagogue algérien d'avant-garde, et l'enseignement du français dans l'entre-deux-guerres ", Communication orale, Musée national de l'Éducation, Rouen, 7 février 2018.
- Chemakh, S : " Les conditions de production de la néo-littérature kabyle ", Le Matin , 10 mai 2005[7].
- Chevalier, P.: "Le Congrès des peuples d'Europe, d'Asie et d'Afrique contre l'impérialisme; Puteaux 1948", Fédéchoses , n°1979, 2018, en ligne.
- Hadni, M : " Hadni Said de l'OS au maquis, un militant à toute épreuve ", in Liberté, 11 février 2016[8].
- Hadni, M : "Lechani était de tous les combats d'émancipation des Algériens", El Watan, 15 août 2020.
- Lechani, M : "Le concept de liberté dans l'oeuvre éducative de Mohand Saïd Lechani", in Le Nouvel Educateur, avril 2021, en ligne.
- Lechani, M : "Mohand Saïd Lechani pionnier de l'Education nouvelle en Algérie. Des premières luttes scolaires à  l'indépendance", Communication au XXXXXVI e congrès de l'ICEM, Nanterre, 23 août 2023.
- Les Dicocitations du Monde en ligne.
- Meirieu, P : notice "Lechani", blog, https://www.meirieu.com/PATRIMOINE/lespedagogueshtm
- Mémoria (revue de la mémoire d'Algérie), n°44, 2016.
- Moussaoui, R : Un jaurésien dans l'Algérie coloniale, L'Humanité, 22 octobre 2012.
- Nadiras, F : " L'enseignement primaire en Algérie coloniale ", site de la Ligue des droits de l'homme de Toulon, 11 février 2017, en ligne.
- Oufkir, M. A. :" La vallée du Drâa : Hier et aujourd'hui, Réflexions d'après les notes de voyage dans le Sud marocain,  Mohand Saïd Lechani", in  Méditerranée article du 21 mai 2025, en ligne.
- Ramdane, K : "L'histoire sociale des femmes "indigènes" algériennes avant 1954 à travers l'évolution d'un concept clé: l'Emancipation", Colloque international sur le rôle de la femme algérienne durant la Révolution, Alger, 1999.
- Rigaud, L : " Vie et militantisme en Algérie de 1922 à 1964 ", in Cahiers de la FEN, no 12, 1995.
- Yami, T : " Un instituteur au destin rare " , La Dépêche de Kabylie, 1er février, 2018.